# Interlands Fins voetbalelftal 2000-2009
Deze pagina toont een chronologisch en gedetailleerd overzicht van de interlands die het Fins voetbalelftal speelde in de periode 2000 – 2009.

## Interlands

### 2000
|                                                                  |                   |       |         |                                                                                           |
| 31 januari Noords Kampioenschap 2000/01 № 585 «onderlinge duels» | Finland           | 1 – 0 | Faeröer | La Manga Club Centro, La Manga Toeschouwers: 310 Scheidsrechter: Gylfi Thór Orasson (ISL) |
| 31 januari Noords Kampioenschap 2000/01 № 585 «onderlinge duels» | Antti Sumiala 57' |       |         | La Manga Club Centro, La Manga Toeschouwers: 310 Scheidsrechter: Gylfi Thór Orasson (ISL) |

|                                                                  |         |                       |         |                                                                                       |
| 2 februari Noords Kampioenschap 2000/01 № 586 «onderlinge duels» | Finland | 0 – 1                 | IJsland | La Manga Club Centro, La Manga Toeschouwers: 250 Scheidsrechter: Lassin Isaksen (FAR) |
| 2 februari Noords Kampioenschap 2000/01 № 586 «onderlinge duels» |         | 45' Rikhardur Dadason |         | La Manga Club Centro, La Manga Toeschouwers: 250 Scheidsrechter: Lassin Isaksen (FAR) |

|                                                                  |                  |       |                                 |                                                                                          |
| 4 februari Noords Kampioenschap 2000/01 № 587 «onderlinge duels» | Denemarken       | 1 – 2 | Finland                         | La Manga Club Centro, La Manga Toeschouwers: 500 Scheidsrechter: Karl-Erik Nilsson (SWE) |
| 4 februari Noords Kampioenschap 2000/01 № 587 «onderlinge duels» | Peter Møller 71' |       | 33' Vesa Vasara 89' Vesa Vasara | La Manga Club Centro, La Manga Toeschouwers: 500 Scheidsrechter: Karl-Erik Nilsson (SWE) |

|                                                 |          |       |         |                                                                                               |
| 20 februari King's Cup № 588 «onderlinge duels» | Thailand | 0 – 0 | Finland | Rajamangala Stadion, Bangkok Toeschouwers: 5.000 Scheidsrechter: Pongsathorn Permpanich (THA) |
| 20 februari King's Cup № 588 «onderlinge duels» |          |       |         | Rajamangala Stadion, Bangkok Toeschouwers: 5.000 Scheidsrechter: Pongsathorn Permpanich (THA) |

|                                                 |                                                                     |       |                                            |                                                                                           |
| 23 februari King's Cup № 589 «onderlinge duels» | Finland                                                             | 4 – 2 | Estland                                    | Rajamangala Stadion, Bangkok Toeschouwers: 20.000 Scheidsrechter: Abdul Halim Hamid (MAS) |
| 23 februari King's Cup № 589 «onderlinge duels» | Mika Kottila 12' Marko Tuomela 14' Mika Kottila 56' Shefki Kuqi 60' |       | 71' (pen.) Indrek Zelinski 84' Andres Oper | Rajamangala Stadion, Bangkok Toeschouwers: 20.000 Scheidsrechter: Abdul Halim Hamid (MAS) |

|                                                 | |       |                 |                                                                                                |
| 27 februari King's Cup № 590 «onderlinge duels» | Thailand                                                                                              | 5 – 1 | Finland         | Rajamangala Stadion, Bangkok Toeschouwers: 15.000 Scheidsrechter: Selearajen Subramaniam (MAS) |
| 27 februari King's Cup № 590 «onderlinge duels» | Anuruck Srikerd 22' Pipat Thongkanya 25' Anuruck Srikerd 44' Tanachai Boriban 56' Anuruck Srikerd 81' |       | 74' Toni Kallio | Rajamangala Stadion, Bangkok Toeschouwers: 15.000 Scheidsrechter: Selearajen Subramaniam (MAS) |

|                                                                   |                |       |                                           |                                                                                     |
| 29 maart Vriendschappelijk № 591 «onderlinge duels» 19:00 (UTC+1) | Wales          | 1 – 2 | Finland                                   | Millennium Stadium, Cardiff Toeschouwers: 66.500 Scheidsrechter: Michael Ross (NIR) |
| 29 maart Vriendschappelijk № 591 «onderlinge duels» 19:00 (UTC+1) | Ryan Giggs 60' |       | 60' Jari Litmanen 42' (e.d.) Nathan Blake | Millennium Stadium, Cardiff Toeschouwers: 66.500 Scheidsrechter: Michael Ross (NIR) |

|                                                                   |       |       |         |                                                                                 |
| 26 april Vriendschappelijk № 592 «onderlinge duels» 20:00 (UTC+2) | Polen | 0 – 0 | Finland | Stadion Miejski, Poznań Toeschouwers: 17.000 Scheidsrechter: Attila Juhos (HUN) |
| 26 april Vriendschappelijk № 592 «onderlinge duels» 20:00 (UTC+2) |       |       |         | Stadion Miejski, Poznań Toeschouwers: 17.000 Scheidsrechter: Attila Juhos (HUN) |

|                                                                 |                  |       |         |                                                                           |
| 3 juni Vriendschappelijk № 593 «onderlinge duels» 18:30 (UTC+2) | Letland          | 1 – 0 | Finland | Skontostadion, Riga Toeschouwers: 3.000 Scheidsrechter: Oleg Chykun (BLR) |
| 3 juni Vriendschappelijk № 593 «onderlinge duels» 18:30 (UTC+2) | Ēriks Pelcis 59' |       |         | Skontostadion, Riga Toeschouwers: 3.000 Scheidsrechter: Oleg Chykun (BLR) |

|                                                                      |                                                            |       |                       |                                                                                           |
| 16 augustus Vriendschappelijk № 594 «onderlinge duels» 20:00 (UTC+3) | Finland                                                    | 3 – 1 | Noorwegen             | Olympisch Stadion, Helsinki Toeschouwers: 10.748 Scheidsrechter: Mario van der Ende (NED) |
| 16 augustus Vriendschappelijk № 594 «onderlinge duels» 20:00 (UTC+3) | Jari Litmanen 24' Jari Litmanen 61' Shefki Kuqi 90' (pen.) |       | 54' Thorstein Helstad | Olympisch Stadion, Helsinki Toeschouwers: 10.748 Scheidsrechter: Mario van der Ende (NED) |

|                                                                         |                                      |       |                  |                                                                                     |
| 2 september WK 2002 kwalificatie № 595 «onderlinge duels» 15:00 (UTC+3) | Finland                              | 2 – 1 | Albanië          | Olympisch Stadion, Helsinki Toeschouwers: 10.770 Scheidsrechter: René Temmink (NED) |
| 2 september WK 2002 kwalificatie № 595 «onderlinge duels» 15:00 (UTC+3) | Jari Litmanen 45' Aki Riihilahti 67' |       | 63' Edvin Murati | Olympisch Stadion, Helsinki Toeschouwers: 10.770 Scheidsrechter: René Temmink (NED) |

|                                                                       |                        |       |         | |
| 7 oktober WK 2002 kwalificatie № 596 «onderlinge duels» 20:00 (UTC+3) | Griekenland            | 1 – 0 | Finland | Olympisch Stadion Spyridon Louis, Athene Toeschouwers: 14.800 Scheidsrechter: Pierluigi Collina (ITA) |
| 7 oktober WK 2002 kwalificatie № 596 «onderlinge duels» 20:00 (UTC+3) | Nikos Lyberopoulos 59' |       |         | Olympisch Stadion Spyridon Louis, Athene Toeschouwers: 14.800 Scheidsrechter: Pierluigi Collina (ITA) |

|                                                                        |         |       |          |                                                                                   |
| 11 oktober WK 2002 kwalificatie № 597 «onderlinge duels» 19:00 (UTC+3) | Finland | 0 – 0 | Engeland | Olympisch Stadion, Helsinki Toeschouwers: 26.310 Scheidsrechter: Alain Sars (FRA) |
| 11 oktober WK 2002 kwalificatie № 597 «onderlinge duels» 19:00 (UTC+3) |         |       |          | Olympisch Stadion, Helsinki Toeschouwers: 26.310 Scheidsrechter: Alain Sars (FRA) |

|                                                                    |                                                       |       |         |                                                                               |
| 15 november Vriendschappelijk № 598 «onderlinge duels» 19:30 (UTC) | Ierland                                               | 3 – 0 | Finland | Lansdowne Road, Dublin Toeschouwers: 22.368 Scheidsrechter: Paul Durkin (ENG) |
| 15 november Vriendschappelijk № 598 «onderlinge duels» 19:30 (UTC) | Steve Finnan 14' Kevin Kilbane 85' Steve Staunton 90' |       |         | Lansdowne Road, Dublin Toeschouwers: 22.368 Scheidsrechter: Paul Durkin (ENG) |

### 2001
|                                                                     |        |                   |         |                                                                                  |
| 1 februari Vriendschappelijk № 599 «onderlinge duels» 19:00 (UTC+1) | Zweden | 0 – 1             | Finland | Tippshallen, Jönköping Toeschouwers: 2.196 Scheidsrechter: Roy Helge Olsen (NOR) |
| 1 februari Vriendschappelijk № 599 «onderlinge duels» 19:00 (UTC+1) |        | 37' Timo Marjamaa |         | Tippshallen, Jönköping Toeschouwers: 2.196 Scheidsrechter: Roy Helge Olsen (NOR) |

|                                                        |                                                                                |       |                                                       |                                                                                       |
| 15 februari Vriendschappelijk № 600 «onderlinge duels» | Koeweit                                                                        | 4 – 3 | Finland                                               | Al-Sadaqua Walsalamstadion, Koeweit Stad Toeschouwers: 2.500 Scheidsrechter: onbekend |
| 15 februari Vriendschappelijk № 600 «onderlinge duels» | ?? Najami 8' Jasem Al-Huwaidi 42' Nohayer Al-Shammari 52' (pen.) ?? Najami 74' |       | 2' Mika Kottila 34' Tommi Grönlund 89' Aki Riihilahti | Al-Sadaqua Walsalamstadion, Koeweit Stad Toeschouwers: 2.500 Scheidsrechter: onbekend |

|                                                        |                 |       |                                      |                                                                                                 |
| 18 februari Vriendschappelijk № 601 «onderlinge duels» | Oman            | 1 – 2 | Finland                              | Sultan Qaboos Stadion, Muscat Toeschouwers: 2.500 Scheidsrechter: Hassan Abdullah Al-Aimi (OMA) |
| 18 februari Vriendschappelijk № 601 «onderlinge duels» | Sameer Said 40' |       | 58' Jussi Nuorela 78' Aki Riihilahti | Sultan Qaboos Stadion, Muscat Toeschouwers: 2.500 Scheidsrechter: Hassan Abdullah Al-Aimi (OMA) |

|                                                        |      |                                  |         |                                                                                                 |
| 20 februari Vriendschappelijk № 602 «onderlinge duels» | Oman | 0 – 2                            | Finland | Sultan Qaboos Stadion, Muscat Toeschouwers: 2.500 Scheidsrechter: Hassan Abdullah Al-Aimi (OMA) |
| 20 februari Vriendschappelijk № 602 «onderlinge duels» |      | 7' Ville Väisänen 52' Jari Niemi |         | Sultan Qaboos Stadion, Muscat Toeschouwers: 2.500 Scheidsrechter: Hassan Abdullah Al-Aimi (OMA) |

|                                                        |           |                     |         |                                                                                     |
| 28 februari Vriendschappelijk № 603 «onderlinge duels» | Luxemburg | 0 – 1               | Finland | Stade Josy Barthel, Luxemburg Toeschouwers: 1.500 Scheidsrechter: Roland Beck (LIE) |
| 28 februari Vriendschappelijk № 603 «onderlinge duels» |           | 80' Mikael Forssell |         | Stade Josy Barthel, Luxemburg Toeschouwers: 1.500 Scheidsrechter: Roland Beck (LIE) |

|                                                                    |                                    |       |                    |                                                                                    |
| 24 maart WK 2002 kwalificatie № 604 «onderlinge duels» 15:00 (UTC) | Engeland                           | 2 – 1 | Finland            | Anfield Road, Liverpool Toeschouwers: 44.262 Scheidsrechter: Valentin Ivanov (RUS) |
| 24 maart WK 2002 kwalificatie № 604 «onderlinge duels» 15:00 (UTC) | Michael Owen 44' David Beckham 50' |       | 26' Aki Riihilahti | Anfield Road, Liverpool Toeschouwers: 44.262 Scheidsrechter: Valentin Ivanov (RUS) |

|                                                                   |           |       |         |                                                                                |
| 25 april Vriendschappelijk № 605 «onderlinge duels» 20:30 (UTC+2) | Hongarije | 0 – 0 | Finland | Üllői út, Boedapest Toeschouwers: 7.000 Scheidsrechter: Fiorenzo Treossi (ITA) |
| 25 april Vriendschappelijk № 605 «onderlinge duels» 20:30 (UTC+2) |           |       |         | Üllői út, Boedapest Toeschouwers: 7.000 Scheidsrechter: Fiorenzo Treossi (ITA) |

|                                                  |                     |       |                   |                                                                                       |
| 9 mei Vriendschappelijk № 606 «onderlinge duels» | Estland             | 1 – 1 | Finland           | Linnastaadionil, Kuressaare Toeschouwers: 1.700 Scheidsrechter: Andrejs Sipailo (LAT) |
| 9 mei Vriendschappelijk № 606 «onderlinge duels» | Kristen Viikmäe 78' |       | 60' Rami Rantanen | Linnastaadionil, Kuressaare Toeschouwers: 1.700 Scheidsrechter: Andrejs Sipailo (LAT) |

|                                                                    |                                         |       |                                                |                                                                                 |
| 2 juni WK 2002 kwalificatie № 607 «onderlinge duels» 20:00 (UTC+3) | Finland                                 | 2 – 2 | Duitsland                                      | Olympisch Stadion, Helsinki Toeschouwers: 35.774 Scheidsrechter: Dick Jol (NED) |
| 2 juni WK 2002 kwalificatie № 607 «onderlinge duels» 20:00 (UTC+3) | Mikael Forssell 28' Mikael Forssell 43' |       | 69' (pen.) Michael Ballack 72' Carsten Jancker | Olympisch Stadion, Helsinki Toeschouwers: 35.774 Scheidsrechter: Dick Jol (NED) |

|                                                                      |                                                                          |       |               |                                                                                       |
| 15 augustus Vriendschappelijk № 608 «onderlinge duels» 19:00 (UTC+3) | Finland                                                                  | 4 – 1 | België        | Olympisch Stadion, Helsinki Toeschouwers: 9.250 Scheidsrechter: Hartmut Strampe (GER) |
| 15 augustus Vriendschappelijk № 608 «onderlinge duels» 19:00 (UTC+3) | Mikael Forssell 2' Joonas Kolkka 14' Jari Litmanen 30' Hannu Tihinen 79' |       | 37' Bart Goor | Olympisch Stadion, Helsinki Toeschouwers: 9.250 Scheidsrechter: Hartmut Strampe (GER) |

|                                                                         |         |                                  |         |                                                                                 |
| 1 september WK 2002 kwalificatie № 609 «onderlinge duels» 19:00 (UTC+2) | Albanië | 0 – 2                            | Finland | Qemal Stafastadion, Tirana Toeschouwers: 6.000 Scheidsrechter: Erol Ersöy (TUR) |
| 1 september WK 2002 kwalificatie № 609 «onderlinge duels» 19:00 (UTC+2) |         | 57' Teemu Tainio 90' Shefki Kuqi |         | Qemal Stafastadion, Tirana Toeschouwers: 6.000 Scheidsrechter: Erol Ersöy (TUR) |

|                                                                         |                                                                                                |       |                        |                                                                                      |
| 5 september WK 2002 kwalificatie № 610 «onderlinge duels» 19:00 (UTC+3) | Finland                                                                                        | 5 – 1 | Griekenland            | Olympisch Stadion, Helsinki Toeschouwers: 27.216 Scheidsrechter: Paul Allaerts (BEL) |
| 5 september WK 2002 kwalificatie № 610 «onderlinge duels» 19:00 (UTC+3) | Mikael Forssell 13' Aki Riihilahti 21' Joonas Kolkka 38' Mikael Forssell 44' Jari Litmanen 53' |       | 30' Giorgos Karagounis | Olympisch Stadion, Helsinki Toeschouwers: 27.216 Scheidsrechter: Paul Allaerts (BEL) |

|                                                                       |           |       |         |                                                                                         |
| 6 oktober WK 2002 kwalificatie № 611 «onderlinge duels» 16:00 (UTC+2) | Duitsland | 0 – 0 | Finland | Arena AufSchalke, Gelsenkirchen Toeschouwers: 52.333 Scheidsrechter: Anders Frisk (SWE) |
| 6 oktober WK 2002 kwalificatie № 611 «onderlinge duels» 16:00 (UTC+2) |           |       |         | Arena AufSchalke, Gelsenkirchen Toeschouwers: 52.333 Scheidsrechter: Anders Frisk (SWE) |

### 2002
|                                                     |         |                                  |         |                                                                                             |
| 4 januari Bahrein Toernooi № 612 «onderlinge duels» | Bahrein | 0 – 2                            | Finland | Bahrein Nationaal Stadion, Manamah Toeschouwers: 6.106 Scheidsrechter: Jassim Al-Hail (QAT) |
| 4 januari Bahrein Toernooi № 612 «onderlinge duels» |         | 37' Mika Kottila 79' Jarkko Wiss |         | Bahrein Nationaal Stadion, Manamah Toeschouwers: 6.106 Scheidsrechter: Jassim Al-Hail (QAT) |

|                                                     |                  |       |                           |                                                                                         |
| 7 januari Bahrein Toernooi № 613 «onderlinge duels» | Finland          | 1 – 1 | Albanië                   | Bahrein Nationaal Stadion, Manamah Toeschouwers: 3.000 Scheidsrechter: ?? Hussein (BHR) |
| 7 januari Bahrein Toernooi № 613 «onderlinge duels» | Jari Ilola 45+1' |       | 72' (pen.) Indrit Fortuzi | Bahrein Nationaal Stadion, Manamah Toeschouwers: 3.000 Scheidsrechter: ?? Hussein (BHR) |

|                                                                    |                                                  |       |           |                                                                                             |
| 10 januari Bahrein Toernooi № 614 «onderlinge duels» 18:15 (UTC+3) | Finland                                          | 3 – 0 | Macedonië | Bahrein Nationaal Stadion, Manamah Toeschouwers: 3.000 Scheidsrechter: Jassim Al-Hail (QAT) |
| 10 januari Bahrein Toernooi № 614 «onderlinge duels» 18:15 (UTC+3) | Mika Kottila 18' Jari Niemi 23' Mika Kottila 25' |       |           | Bahrein Nationaal Stadion, Manamah Toeschouwers: 3.000 Scheidsrechter: Jassim Al-Hail (QAT) |

|                                                                      |         |                                         |            |                                                                                        |
| 20 februari Vriendschappelijk № 615 «onderlinge duels» 15:00 (UTC+1) | Finland | 0 – 2                                   | Zuid-Korea | Estadio Cartagonova, Cartagena Toeschouwers: 150 Scheidsrechter: Víctor Esquinas (ESP) |
| 20 februari Vriendschappelijk № 615 «onderlinge duels» 15:00 (UTC+1) |         | 86' Seon-Hong Hwang 88' Seon-Hong Hwang |            | Estadio Cartagonova, Cartagena Toeschouwers: 150 Scheidsrechter: Víctor Esquinas (ESP) |

|                                                                 |                      |       |                                                                          |                                                                                      |
| 27 maart Vriendschappelijk № 616 «onderlinge duels» 21:00 (UTC) | Portugal             | 1 – 4 | Finland                                                                  | Estádio do Bessa, Porto Toeschouwers: 8.000 Scheidsrechter: Frank De Bleeckere (BEL) |
| 27 maart Vriendschappelijk № 616 «onderlinge duels» 21:00 (UTC) | Sérgio Conceição 40' |       | 9' Joonas Kolkka 27' Mikael Forssell 42' Jari Litmanen 54' Jari Litmanen | Estádio do Bessa, Porto Toeschouwers: 8.000 Scheidsrechter: Frank De Bleeckere (BEL) |

|                                                                   |                      |       |         |                                                                                       |
| 17 april Vriendschappelijk № 617 «onderlinge duels» 16:00 (UTC+2) | Macedonië            | 1 – 0 | Finland | Gotse Deltsjevstadion, Prilep Toeschouwers: 5.000 Scheidsrechter: Orhan Erdemir (TUR) |
| 17 april Vriendschappelijk № 617 «onderlinge duels» 16:00 (UTC+2) | Goran Stavrevski 36' |       |         | Gotse Deltsjevstadion, Prilep Toeschouwers: 5.000 Scheidsrechter: Orhan Erdemir (TUR) |

|                                                                 |                                    |       |                   |                                                                                        |
| 22 mei Vriendschappelijk № 618 «onderlinge duels» 19:00 (UTC+3) | Finland                            | 2 – 1 | Letland           | Olympisch Stadion, Helsinki Toeschouwers: 8.617 Scheidsrechter: Kristin Jacobsen (ISL) |
| 22 mei Vriendschappelijk № 618 «onderlinge duels» 19:00 (UTC+3) | Aki Riihilahti 70' Shefki Kuqi 83' |       | 39' Marian Pahars | Olympisch Stadion, Helsinki Toeschouwers: 8.617 Scheidsrechter: Kristin Jacobsen (ISL) |

|                                                                      |         |                                                     |         |                                                                                      |
| 21 augustus Vriendschappelijk № 619 «onderlinge duels» 20:00 (UTC+3) | Finland | 0 – 3                                               | Ierland | Olympisch Stadion, Helsinki Toeschouwers: 12.225 Scheidsrechter: Rune Pedersen (NOR) |
| 21 augustus Vriendschappelijk № 619 «onderlinge duels» 20:00 (UTC+3) |         | 12' Robbie Keane 75' Colin Healy 82' Graham Barrett |         | Olympisch Stadion, Helsinki Toeschouwers: 12.225 Scheidsrechter: Rune Pedersen (NOR) |

|                                                                         |         |                                   |       |                                                                                      |
| 7 september EK 2004 kwalificatie № 620 «onderlinge duels» 19:00 (UTC+3) | Finland | 0 – 2                             | Wales | Olympisch Stadion, Helsinki Toeschouwers: 35.833 Scheidsrechter: Konrad Plautz (AUT) |
| 7 september EK 2004 kwalificatie № 620 «onderlinge duels» 19:00 (UTC+3) |         | 30' John Hartson 72' Simon Davies |       | Olympisch Stadion, Helsinki Toeschouwers: 35.833 Scheidsrechter: Konrad Plautz (AUT) |

|                                                                        |                                                    |       |              |                                                                                    |
| 12 oktober EK 2004 kwalificatie № 621 «onderlinge duels» 19:00 (UTC+3) | Finland                                            | 3 – 0 | Azerbeidzjan | Olympisch Stadion, Helsinki Toeschouwers: 11.853 Scheidsrechter: Alain Hamer (LUX) |
| 12 oktober EK 2004 kwalificatie № 621 «onderlinge duels» 19:00 (UTC+3) | Mika Nurmela 13' Hannu Tihinen 59' Sami Hyypiä 71' |       |              | Olympisch Stadion, Helsinki Toeschouwers: 11.853 Scheidsrechter: Alain Hamer (LUX) |

|                                                                        |                                                  |       |         |                                                                                               |
| 16 oktober EK 2004 kwalificatie № 622 «onderlinge duels» 19:00 (UTC+2) | Joegoslavië                                      | 2 – 0 | Finland | Stadion FK Crvena Zvezda, Belgrado Toeschouwers: 35.000 Scheidsrechter: Dick van Egmond (NED) |
| 16 oktober EK 2004 kwalificatie № 622 «onderlinge duels» 19:00 (UTC+2) | Darko Kovačević 55' Predrag Mijatović 84' (pen.) |       |         | Stadion FK Crvena Zvezda, Belgrado Toeschouwers: 35.000 Scheidsrechter: Dick van Egmond (NED) |

### 2003
|                                                                 |          |       |         |                                                                                    |
| 26 januari Vriendschappelijk № 623 «onderlinge duels» 20:00 uur | Barbados | 0 – 0 | Finland | Waterford Stadium, Bridgetown Toeschouwers: 5.000 Scheidsrechter: Noel Bynoe (T&T) |
| 26 januari Vriendschappelijk № 623 «onderlinge duels» 20:00 uur |          |       |         | Waterford Stadium, Bridgetown Toeschouwers: 5.000 Scheidsrechter: Noel Bynoe (T&T) |

|                                                                 |                    |       |                                 |                                                                                             |
| 29 januari Vriendschappelijk № 624 «onderlinge duels» 20:00 uur | Trinidad en Tobago | 1 – 2 | Finland                         | Hasely Crawford Stadion, Port of Spain Toeschouwers: 4.000 Scheidsrechter: Mark Forde (BRB) |
| 29 januari Vriendschappelijk № 624 «onderlinge duels» 20:00 uur | Jason Scotland 30' |       | 80' Mika Kottila 83' Jari Niemi | Hasely Crawford Stadion, Port of Spain Toeschouwers: 4.000 Scheidsrechter: Mark Forde (BRB) |

|                                                                    |               |                 |         |                                                                                 |
| 12 februari Vriendschappelijk № 625 «onderlinge duels» 20:00 (UTC) | Noord-Ierland | 0 – 1           | Finland | Windsor Park, Belfast Toeschouwers: 6.137 Scheidsrechter: Dougie McDonald (SCO) |
| 12 februari Vriendschappelijk № 625 «onderlinge duels» 20:00 (UTC) |               | 49' Sami Hyypiä |         | Windsor Park, Belfast Toeschouwers: 6.137 Scheidsrechter: Dougie McDonald (SCO) |

|                                                                      |                                        |       |         |                                                                                          |
| 29 maart EK 2004 kwalificatie № 626 «onderlinge duels» 21:00 (UTC+1) | Italië                                 | 2 – 0 | Finland | Stadio Renzo Barbera, Palermo Toeschouwers: 34.074 Scheidsrechter: Valentin Ivanov (RUS) |
| 29 maart EK 2004 kwalificatie № 626 «onderlinge duels» 21:00 (UTC+1) | Christian Vieri 6' Christian Vieri 23' |       |         | Stadio Renzo Barbera, Palermo Toeschouwers: 34.074 Scheidsrechter: Valentin Ivanov (RUS) |

|                                                                   |                                                                    |       |         |                                                                                |
| 30 april Vriendschappelijk № 627 «onderlinge duels» 17:00 (UTC+3) | Finland                                                            | 3 – 0 | IJsland | ISS Stadion, Vantaa Toeschouwers: 4.005 Scheidsrechter: Peter Fröjdfeldt (SWE) |
| 30 april Vriendschappelijk № 627 «onderlinge duels» 17:00 (UTC+3) | Jari Litmanen 55' (pen.) Mikael Forssell 57' Jonatan Johansson 79' |       |         | ISS Stadion, Vantaa Toeschouwers: 4.005 Scheidsrechter: Peter Fröjdfeldt (SWE) |

|                                                                 |                                           |       |         |                                                                              |
| 22 mei Vriendschappelijk № 628 «onderlinge duels» 19:00 (UTC+2) | Noorwegen                                 | 2 – 0 | Finland | Ullevaalstadion, Oslo Toeschouwers: 13.436 Scheidsrechter: Kenny Clark (SCO) |
| 22 mei Vriendschappelijk № 628 «onderlinge duels» 19:00 (UTC+2) | Øyvind Leonhardsen 22' Tore André Flo 80' |       |         | Ullevaalstadion, Oslo Toeschouwers: 13.436 Scheidsrechter: Kenny Clark (SCO) |

|                                                                    |                                                       |       |                      |                                                                                       |
| 7 juni EK 2004 kwalificatie № 629 «onderlinge duels» 19:00 (UTC+3) | Finland                                               | 3 – 0 | Servië en Montenegro | Olympisch Stadion, Helsinki Toeschouwers: 17.343 Scheidsrechter: Claude Colombo (FRA) |
| 7 juni EK 2004 kwalificatie № 629 «onderlinge duels» 19:00 (UTC+3) | Sami Hyypiä 19' Joonas Kolkka 45' Mikael Forssell 56' |       |                      | Olympisch Stadion, Helsinki Toeschouwers: 17.343 Scheidsrechter: Claude Colombo (FRA) |

|                                                                     |         |                                              |        |                                                                                     |
| 11 juni EK 2004 kwalificatie № 630 «onderlinge duels» 21:00 (UTC+3) | Finland | 0 – 2                                        | Italië | Olympisch Stadion, Helsinki Toeschouwers: 36.850 Scheidsrechter: Željko Širić (CRO) |
| 11 juni EK 2004 kwalificatie № 630 «onderlinge duels» 21:00 (UTC+3) |         | 31' Francesco Totti 73' Alessandro Del Piero |        | Olympisch Stadion, Helsinki Toeschouwers: 36.850 Scheidsrechter: Željko Širić (CRO) |

|                                                                      |                     |       |                    |                                                                               |
| 20 augustus Vriendschappelijk № 631 «onderlinge duels» 19:15 (UTC+2) | Denemarken          | 1 – 1 | Finland            | Parken, Kopenhagen Toeschouwers: 14.882 Scheidsrechter: Michael McCurry (SCO) |
| 20 augustus Vriendschappelijk № 631 «onderlinge duels» 19:15 (UTC+2) | Jesper Grønkjær 42' |       | 88' Aki Riihilahti | Parken, Kopenhagen Toeschouwers: 14.882 Scheidsrechter: Michael McCurry (SCO) |

|                                                                         |                      |       |                                   |                                                                                           |
| 6 september EK 2004 kwalificatie № 632 «onderlinge duels» 19:00 (UTC+5) | Azerbeidzjan         | 1 – 2 | Finland                           | Tofikh Bakhramov Stadion, Bakoe Toeschouwers: 7.500 Scheidsrechter: Vladimír Hriňák (SVK) |
| 6 september EK 2004 kwalificatie № 632 «onderlinge duels» 19:00 (UTC+5) | Farrukh Ismaylov 88' |       | 52' Teemu Tainio 74' Mika Nurmela | Tofikh Bakhramov Stadion, Bakoe Toeschouwers: 7.500 Scheidsrechter: Vladimír Hriňák (SVK) |

|                                                                          |                 |       |                     |                                                                                             |
| 10 september EK 2004 kwalificatie № 633 «onderlinge duels» 19:45 (UTC+1) | Wales           | 1 – 1 | Finland             | Millennium Stadium, Cardiff Toeschouwers: 73.411 Scheidsrechter: Arturo Daudén Ibáñez (ESP) |
| 10 september EK 2004 kwalificatie № 633 «onderlinge duels» 19:45 (UTC+1) | Simon Davies 3' |       | 79' Mikael Forssell | Millennium Stadium, Cardiff Toeschouwers: 73.411 Scheidsrechter: Arturo Daudén Ibáñez (ESP) |

|                                                                     |                                                        |       |                                            |                                                                                    |
| 11 oktober Vriendschappelijk № 634 «onderlinge duels» 17:00 (UTC+3) | Finland                                                | 3 – 2 | Canada                                     | Ratina Stadion, Tampere Toeschouwers: 5.530 Scheidsrechter: Charles Richmond (SCO) |
| 11 oktober Vriendschappelijk № 634 «onderlinge duels» 17:00 (UTC+3) | Mikael Forssell 14' Joonas Kolkka 16' Teemu Tainio 32' |       | 75' Tomasz Radzinski 85' Dwayne De Rosario | Ratina Stadion, Tampere Toeschouwers: 5.530 Scheidsrechter: Charles Richmond (SCO) |

|                                                                  |                   |       |                                    |                                                                                  |
| 16 november Vriendschappelijk № 635 «onderlinge duels» 20:00 uur | Honduras          | 1 – 2 | Finland                            | Robertson Stadium, Houston Toeschouwers: 26.000 Scheidsrechter: Brian Hall (USA) |
| 16 november Vriendschappelijk № 635 «onderlinge duels» 20:00 uur | Edgar Álvarez 87' |       | 75' Teemu Tainio 85' Rami Hakanpää | Robertson Stadium, Houston Toeschouwers: 26.000 Scheidsrechter: Brian Hall (USA) |

|                                                                      |                                   |       |                         |                                                                                                  |
| 19 november Vriendschappelijk № 636 «onderlinge duels» 20:00 (UTC−6) | Costa Rica                        | 2 – 1 | Finland                 | Estadio Alejandro Morera Soto, Alajuela Toeschouwers: 20.000 Scheidsrechter: Carlos Batres (GUA) |
| 19 november Vriendschappelijk № 636 «onderlinge duels» 20:00 (UTC−6) | Luis Marín 15' Álvaro Saborío 72' |       | 62' (pen.) Mika Nurmela | Estadio Alejandro Morera Soto, Alajuela Toeschouwers: 20.000 Scheidsrechter: Carlos Batres (GUA) |

### 2004
|                                                                     |                                  |       |                        |                                                                                  |
| 3 februari Vriendschappelijk № 637 «onderlinge duels» 19:45 (UTC+8) | China                            | 2 – 1 | Finland                | Tianhestadion, Guangzhou Toeschouwers: 15.000 Scheidsrechter: Lee Gi Young (KOR) |
| 3 februari Vriendschappelijk № 637 «onderlinge duels» 19:45 (UTC+8) | Zhang Yuning 42' Hao Haidong 52' |       | 51' Aleksej Jerjomenko | Tianhestadion, Guangzhou Toeschouwers: 15.000 Scheidsrechter: Lee Gi Young (KOR) |

|                                                                     |                               |       |                   |                                                                                    |
| 7 februari Vriendschappelijk № 638 «onderlinge duels» 19:45 (UTC+8) | China                         | 2 – 1 | Finland           | Shenzhen Stadion, Shenzhen Toeschouwers: 18.000 Scheidsrechter: Jae Yong Bae (KOR) |
| 7 februari Vriendschappelijk № 638 «onderlinge duels» 19:45 (UTC+8) | Zhang Yuning 8' Zheng Zhi 41' |       | 37' Peter Kopteff | Shenzhen Stadion, Shenzhen Toeschouwers: 18.000 Scheidsrechter: Jae Yong Bae (KOR) |

|                                                                   |                    |       |                                          |                                                                                      |
| 31 maart Vriendschappelijk № 639 «onderlinge duels» 16:00 (UTC+2) | Malta              | 1 – 2 | Finland                                  | Ta' Qalistadion, Ta' Qali Toeschouwers: 1.200 Scheidsrechter: Matteo Trefoloni (ITA) |
| 31 maart Vriendschappelijk № 639 «onderlinge duels» 16:00 (UTC+2) | Michael Mifsud 90' |       | 51' Aleksej Jerjomenko 84' Jari Litmanen | Ta' Qalistadion, Ta' Qali Toeschouwers: 1.200 Scheidsrechter: Matteo Trefoloni (ITA) |

|                                                                   |                        |       |         |                                                                                 |
| 28 april Vriendschappelijk № 640 «onderlinge duels» 20:00 (UTC+2) | Bosnië en Herzegovina  | 1 – 0 | Finland | Bilino Polje, Zenica Toeschouwers: 21.000 Scheidsrechter: Emil Bozinovski (MKD) |
| 28 april Vriendschappelijk № 640 «onderlinge duels» 20:00 (UTC+2) | Zvjezdan Misimović 88' |       |         | Bilino Polje, Zenica Toeschouwers: 21.000 Scheidsrechter: Emil Bozinovski (MKD) |

|                                                                 |                         |       |                                                            |                                                                                    |
| 28 mei Vriendschappelijk № 641 «onderlinge duels» 20:00 (UTC+3) | Finland                 | 1 – 3 | Zweden                                                     | Ratina Stadion, Tampere Toeschouwers: 16.500 Scheidsrechter: Alberto Undiano (ESP) |
| 28 mei Vriendschappelijk № 641 «onderlinge duels» 20:00 (UTC+3) | Jari Litmanen 9' (pen.) |       | 30' Anders Andersson 45' Marcus Allbäck 82' Marcus Allbäck | Ratina Stadion, Tampere Toeschouwers: 16.500 Scheidsrechter: Alberto Undiano (ESP) |

|                                                                         |                                     |       |                               |                                                                                         |
| 18 augustus WK 2006 kwalificatie № 642 «onderlinge duels» 20:30 (UTC+3) | Roemenië                            | 2 – 1 | Finland                       | Giuleștistadion, Boekarest Toeschouwers: 17.500 Scheidsrechter: Grzegorz Gilewski (POL) |
| 18 augustus WK 2006 kwalificatie № 642 «onderlinge duels» 20:30 (UTC+3) | Adrian Mutu 50' Florentin Petre 89' |       | 90' (pen.) Aleksej Jerjomenko | Giuleștistadion, Boekarest Toeschouwers: 17.500 Scheidsrechter: Grzegorz Gilewski (POL) |

|                                                                         |                                                                  |       |         |                                                                                |
| 4 september WK 2006 kwalificatie № 643 «onderlinge duels» 17:00 (UTC+3) | Finland                                                          | 3 – 0 | Andorra | Ratina Stadion, Tampere Toeschouwers: 7.437 Scheidsrechter: Željko Širić (CRO) |
| 4 september WK 2006 kwalificatie № 643 «onderlinge duels» 17:00 (UTC+3) | Aleksej Jerjomenko 41' Aki Riihilahti 57' Aleksej Jerjomenko 63' |       |         | Ratina Stadion, Tampere Toeschouwers: 7.437 Scheidsrechter: Željko Širić (CRO) |

|                                                                         |         |                                            |         |                                                                                       |
| 8 september WK 2006 kwalificatie № 644 «onderlinge duels» 21:00 (UTC+5) | Armenië | 0 – 2                                      | Finland | Hrazdan Stadion, Jerevan Toeschouwers: 2.864 Scheidsrechter: Paulius Malzinskas (LTU) |
| 8 september WK 2006 kwalificatie № 644 «onderlinge duels» 21:00 (UTC+5) |         | 23' Mikael Forssell 68' Aleksej Jerjomenko |         | Hrazdan Stadion, Jerevan Toeschouwers: 2.864 Scheidsrechter: Paulius Malzinskas (LTU) |

|                                                                       |                                                       |       |                       |                                                                                  |
| 9 oktober WK 2006 kwalificatie № 645 «onderlinge duels» 17:00 (UTC+3) | Finland                                               | 3 – 1 | Armenië               | Ratina Stadion, Tampere Toeschouwers: 8.000 Scheidsrechter: Herbert Fandel (GER) |
| 9 oktober WK 2006 kwalificatie № 645 «onderlinge duels» 17:00 (UTC+3) | Shefki Kuqi 8' Aleksej Jerjomenko 28' Shefki Kuqi 87' |       | 32' Armen Shahgeldyan | Ratina Stadion, Tampere Toeschouwers: 8.000 Scheidsrechter: Herbert Fandel (GER) |

|                                                                        |                                                                       |       |                  |                                                                                     |
| 13 oktober WK 2006 kwalificatie № 646 «onderlinge duels» 20:30 (UTC+2) | Nederland                                                             | 3 – 1 | Finland          | Amsterdam Arena, Amsterdam Toeschouwers: 49.000 Scheidsrechter: Steve Bennett (ENG) |
| 13 oktober WK 2006 kwalificatie № 646 «onderlinge duels» 20:30 (UTC+2) | Wesley Sneijder 39' Ruud van Nistelrooij 41' Ruud van Nistelrooij 63' |       | 14' Teemu Tainio | Amsterdam Arena, Amsterdam Toeschouwers: 49.000 Scheidsrechter: Steve Bennett (ENG) |

|                                                                      |                      |       |         |                                                                                       |
| 17 november Vriendschappelijk № 647 «onderlinge duels» 20:45 (UTC+1) | Italië               | 1 – 0 | Finland | Stadio San Filippo, Messina Toeschouwers: 7.043 Scheidsrechter: Alexandru Tudor (ROM) |
| 17 november Vriendschappelijk № 647 «onderlinge duels» 20:45 (UTC+1) | Fabrizio Miccoli 33' |       |         | Stadio San Filippo, Messina Toeschouwers: 7.043 Scheidsrechter: Alexandru Tudor (ROM) |

|                                                                   |                      |       |                                 |                                                                                |
| 30 november Bahrain PM Cup № 648 «onderlinge duels» 18:00 (UTC+3) | Bahrein              | 1 – 2 | Finland                         | Nationaal Stadion, Riffa Toeschouwers: 6.000 Scheidsrechter: Talaam Najm (LEB) |
| 30 november Bahrain PM Cup № 648 «onderlinge duels» 18:00 (UTC+3) | Hussain Ali Ahmed 6' |       | 9' Antti Pohja 67' Keijo Huusko | Nationaal Stadion, Riffa Toeschouwers: 6.000 Scheidsrechter: Talaam Najm (LEB) |

|                                                    |      |       |         |                                                                                  |
| 3 december Bahrain PM Cup № 649 «onderlinge duels» | Oman | 0 – 0 | Finland | Nationaal Stadion, Riffa Toeschouwers: 8.000 Scheidsrechter: Masoud Moradi (IRI) |
| 3 december Bahrain PM Cup № 649 «onderlinge duels» |      |       |         | Nationaal Stadion, Riffa Toeschouwers: 8.000 Scheidsrechter: Masoud Moradi (IRI) |

### 2005
|                                                                   |                                        |       |                               |                                                                            |
| 8 februari Cyprus Toernooi № 650 «onderlinge duels» 18:45 (UTC+2) | Finland                                | 2 – 1 | Letland                       | GSP-stadion, Nicosia Toeschouwers: 50 Scheidsrechter: Panikos Kailis (CYP) |
| 8 februari Cyprus Toernooi № 650 «onderlinge duels» 18:45 (UTC+2) | Jonatan Johansson 31' Keijo Huusko 72' |       | 63' (pen.) Mihails Zemlinskis | GSP-stadion, Nicosia Toeschouwers: 50 Scheidsrechter: Panikos Kailis (CYP) |

|                                                                   |                   |       |                                   |                                                                             |
| 9 februari Cyprus Toernooi № 651 «onderlinge duels» 18:45 (UTC+2) | Cyprus            | 1 – 2 | Finland                           | GSP-stadion, Nicosia Toeschouwers: 1.502 Scheidsrechter: Roman Lajuks (LAT) |
| 9 februari Cyprus Toernooi № 651 «onderlinge duels» 18:45 (UTC+2) | Hrysis Mihail 24' |       | 66' Paulus Roiha 70' Paulus Roiha | GSP-stadion, Nicosia Toeschouwers: 1.502 Scheidsrechter: Roman Lajuks (LAT) |

|                                                                   |         |                |         |                                                                                          |
| 12 maart Vriendschappelijk № 652 «onderlinge duels» 20:00 (UTC+3) | Koeweit | 0 – 1          | Finland | Nationaal Stadion, Koeweit-Stad Toeschouwers: 1.500 Scheidsrechter: Adel Al Shatti (KUW) |
| 12 maart Vriendschappelijk № 652 «onderlinge duels» 20:00 (UTC+3) |         | 16' Njazi Kuqi |         | Nationaal Stadion, Koeweit-Stad Toeschouwers: 1.500 Scheidsrechter: Adel Al Shatti (KUW) |

|                                                                   |                    |       |                                                                 | |
| 18 maart Vriendschappelijk № 652 «onderlinge duels» 19:45 (UTC+3) | Saoedi-Arabië      | 1 – 4 | Finland                                                         | Prins Mohamed bin Fahdstadion, Dammam Toeschouwers: 8.000 Scheidsrechter: Abdul Rahman Al Amri (KSA) |
| 18 maart Vriendschappelijk № 652 «onderlinge duels» 19:45 (UTC+3) | Yusri Al-Basha 48' |       | 4' Toni Kuivasto 71' Njazi Kuqi 76' Mika Nurmela 78' Njazi Kuqi | Prins Mohamed bin Fahdstadion, Dammam Toeschouwers: 8.000 Scheidsrechter: Abdul Rahman Al Amri (KSA) |

|                                                                      |                                                                      |       |                                                            |                                                                                   |
| 26 maart WK 2006 kwalificatie № 654 «onderlinge duels» 17:00 (UTC+1) | Tsjechië                                                             | 4 – 3 | Finland                                                    | Na Stinadlech, Teplice Toeschouwers: 16.200 Scheidsrechter: Claus Bo Larsen (DEN) |
| 26 maart WK 2006 kwalificatie № 654 «onderlinge duels» 17:00 (UTC+1) | Milan Baroš 7' Tomáš Rosický 34' Jan Polák 58' Vratislav Lokvenc 87' |       | 46' Jari Litmanen 73' Aki Riihilahti 79' Jonatan Johansson | Na Stinadlech, Teplice Toeschouwers: 16.200 Scheidsrechter: Claus Bo Larsen (DEN) |

|                                                                 |         |                         |            |                                                                                |
| 2 juni Vriendschappelijk № 655 «onderlinge duels» 20:00 (UTC+3) | Finland | 0 – 1                   | Denemarken | Ratina Stadion, Tampere Toeschouwers: 9.238 Scheidsrechter: Jan Wegereef (NED) |
| 2 juni Vriendschappelijk № 655 «onderlinge duels» 20:00 (UTC+3) |         | 90' Michael Silberbauer |            | Ratina Stadion, Tampere Toeschouwers: 9.238 Scheidsrechter: Jan Wegereef (NED) |

|                                                                    |         |                                                                               |           |                                                                                    |
| 8 juni WK 2006 kwalificatie № 656 «onderlinge duels» 21:00 (UTC+3) | Finland | 0 – 4                                                                         | Nederland | Olympisch Stadion, Helsinki Toeschouwers: 37.786 Scheidsrechter: Alain Hamer (LUX) |
| 8 juni WK 2006 kwalificatie № 656 «onderlinge duels» 21:00 (UTC+3) |         | 36' Ruud van Nistelrooij 76' Dirk Kuijt 84' Phillip Cocu 87' Robin van Persie |           | Olympisch Stadion, Helsinki Toeschouwers: 37.786 Scheidsrechter: Alain Hamer (LUX) |

|                                                                         |           |                                                               |         |                                                                                |
| 17 augustus WK 2006 kwalificatie № 657 «onderlinge duels» 20:00 (UTC+2) | Macedonië | 0 – 3                                                         | Finland | Gradski Stadion, Skopje Toeschouwers: 6.800 Scheidsrechter: Matt Messias (ENG) |
| 17 augustus WK 2006 kwalificatie № 657 «onderlinge duels» 20:00 (UTC+2) |           | 7' Aleksej Jerjomenko 45' Aleksej Jerjomenko 87' Paulus Roiha |         | Gradski Stadion, Skopje Toeschouwers: 6.800 Scheidsrechter: Matt Messias (ENG) |

|                                                                         |         |       |         |                                                                                             |
| 3 september WK 2006 kwalificatie № 658 «onderlinge duels» 16:00 (UTC+2) | Andorra | 0 – 0 | Finland | Estadi Comunal d'Aixovall, Aixovall Toeschouwers: 860 Scheidsrechter: Johny Ver Eecke (BEL) |
| 3 september WK 2006 kwalificatie № 658 «onderlinge duels» 16:00 (UTC+2) |         |       |         | Estadi Comunal d'Aixovall, Aixovall Toeschouwers: 860 Scheidsrechter: Johny Ver Eecke (BEL) |

|                                                                         | |       |                  |                                                                                      |
| 7 september WK 2006 kwalificatie № 659 «onderlinge duels» 19:00 (UTC+3) | Finland                                                                                              | 5 – 1 | Macedonië        | Ratina Stadion, Tampere Toeschouwers: 6.467 Scheidsrechter: Kristinn Jakobsson (ISL) |
| 7 september WK 2006 kwalificatie № 659 «onderlinge duels» 19:00 (UTC+3) | Mikael Forssell 10' Mikael Forssell 12' Hannu Tihinen 41' Aleksej Jerjomenko 54' Mikael Forssell 61' |       | 48' Goran Maznov | Ratina Stadion, Tampere Toeschouwers: 6.467 Scheidsrechter: Kristinn Jakobsson (ISL) |

|                                                                       |         |                        |          |                                                                                    |
| 8 oktober WK 2006 kwalificatie № 660 «onderlinge duels» 17:00 (UTC+3) | Finland | 0 – 1                  | Roemenië | Olympisch Stadion, Helsinki Toeschouwers: 10.117 Scheidsrechter: Anton Genov (BUL) |
| 8 oktober WK 2006 kwalificatie № 660 «onderlinge duels» 17:00 (UTC+3) |         | 41' (pen.) Adrian Mutu |          | Olympisch Stadion, Helsinki Toeschouwers: 10.117 Scheidsrechter: Anton Genov (BUL) |

|                                                                        |         |                                                |          |                                                                                               |
| 12 oktober WK 2006 kwalificatie № 661 «onderlinge duels» 18:30 (UTC+3) | Finland | 0 – 3                                          | Tsjechië | Olympisch Stadion, Helsinki Toeschouwers: 11.234 Scheidsrechter: Manuel Mejuto González (ESP) |
| 12 oktober WK 2006 kwalificatie № 661 «onderlinge duels» 18:30 (UTC+3) |         | 6' Tomáš Jun 51' Tomáš Rosický 58' Marek Heinz |          | Olympisch Stadion, Helsinki Toeschouwers: 11.234 Scheidsrechter: Manuel Mejuto González (ESP) |

|                                                                      |                                    |       |                                      |                                                                                       |
| 12 november Vriendschappelijk № 662 «onderlinge duels» 14:30 (UTC+2) | Finland                            | 2 – 2 | Estland                              | Finnair Stadion, Helsinki Toeschouwers: 1.900 Scheidsrechter: Grzegorz Gilewski (POL) |
| 12 november Vriendschappelijk № 662 «onderlinge duels» 14:30 (UTC+2) | Daniel Sjölund 7' Kari Arkivuo 58' |       | 46' Dmitri Kruglov 79' Joel Lindpere | Finnair Stadion, Helsinki Toeschouwers: 1.900 Scheidsrechter: Grzegorz Gilewski (POL) |

### 2006
|                                                          |                          |       |                  |                                                                                              |
| 21 januari LG Cup № 663 «onderlinge duels» 20:10 (UTC+3) | Saoedi-Arabië            | 1 – 1 | Finland          | Prins Faisal bin Fahdstadion, Riyad Toeschouwers: 3.000 Scheidsrechter: Naser Al Enezi (KUW) |
| 21 januari LG Cup № 663 «onderlinge duels» 20:10 (UTC+3) | Mohammed Al-Shalhoub 58' |       | 87' Paulus Roiha | Prins Faisal bin Fahdstadion, Riyad Toeschouwers: 3.000 Scheidsrechter: Naser Al Enezi (KUW) |

|                                                          |                    |       |         |                                                                                                  |
| 25 januari LG Cup № 664 «onderlinge duels» 18:40 (UTC+3) | Zuid-Korea         | 1 – 0 | Finland | Prins Faisal bin Fahdstadion, Riyad Toeschouwers: 200 Scheidsrechter: Abdul Rahman Al Amri (KSA) |
| 25 januari LG Cup № 664 «onderlinge duels» 18:40 (UTC+3) | Chu-Young Park 46' |       |         | Prins Faisal bin Fahdstadion, Riyad Toeschouwers: 200 Scheidsrechter: Abdul Rahman Al Amri (KSA) |

|                                                                      |                                         |       |         |                                                                                   |
| 18 februari Vriendschappelijk № 665 «onderlinge duels» 19:15 (UTC+9) | Japan                                   | 2 – 0 | Finland | Shizuokastadion, Shizuoka Toeschouwers: 40.702 Scheidsrechter: Gi-Young Lee (KOR) |
| 18 februari Vriendschappelijk № 665 «onderlinge duels» 19:15 (UTC+9) | Tatsuhiko Kubo 48' Mitsuo Ogasawara 57' |       |         | Shizuokastadion, Shizuoka Toeschouwers: 40.702 Scheidsrechter: Gi-Young Lee (KOR) |

|                                                                    |         |       |            |                                                                               |
| 28 februari Cyprus Toernooi № 666 «onderlinge duels» 17:00 (UTC+2) | Finland | 0 – 0 | Kazachstan | GSZ-stadion, Larnaca Toeschouwers: 100 Scheidsrechter: Leontios Trattos (CYP) |
| 28 februari Cyprus Toernooi № 666 «onderlinge duels» 17:00 (UTC+2) |         |       |            | GSZ-stadion, Larnaca Toeschouwers: 100 Scheidsrechter: Leontios Trattos (CYP) |

|                                                                |                                          |       |                                          |                                                                               |
| 1 maart Cyprus Toernooi № 667 «onderlinge duels» 19:00 (UTC+2) | Finland                                  | 2 – 2 | Wit-Rusland                              | Pafiako Stadion, Paphos Toeschouwers: 120 Scheidsrechter: Robert Krajnc (SLO) |
| 1 maart Cyprus Toernooi № 667 «onderlinge duels» 19:00 (UTC+2) | Aki Riihilahti 82' Mikael Forssell 90+1' |       | 34' Sjarhej Karnilenka 53' Aleh Shkabara | Pafiako Stadion, Paphos Toeschouwers: 120 Scheidsrechter: Robert Krajnc (SLO) |

|                                                                 |        |       |         |                                                                                   |
| 25 mei Vriendschappelijk № 668 «onderlinge duels» 15:00 (UTC+2) | Zweden | 0 – 0 | Finland | Nya Ullevi, Göteborg Toeschouwers: 25.754 Scheidsrechter: Grzegorz Gilewski (POL) |
| 25 mei Vriendschappelijk № 668 «onderlinge duels» 15:00 (UTC+2) |        |       |         | Nya Ullevi, Göteborg Toeschouwers: 25.754 Scheidsrechter: Grzegorz Gilewski (POL) |

|                                                                      |                   |       |                                   |                                                                                         |
| 16 augustus Vriendschappelijk № 669 «onderlinge duels» 19:00 (UTC+3) | Finland           | 1 – 2 | Noord-Ierland                     | Olympisch Stadion, Helsinki Toeschouwers: 12.500 Scheidsrechter: Michael Svendsen (DEN) |
| 16 augustus Vriendschappelijk № 669 «onderlinge duels» 19:00 (UTC+3) | Mika Väyrynen 74' |       | 32' David Healy 64' Kyle Lafferty | Olympisch Stadion, Helsinki Toeschouwers: 12.500 Scheidsrechter: Michael Svendsen (DEN) |

|                                                                         |                    |       |                                                             | |
| 2 september EK 2004 kwalificatie № 670 «onderlinge duels» 20:30 (UTC+2) | Polen              | 1 – 3 | Finland                                                     | Zdzisław Krzyszkowiakstadion, Bydgoszcz Toeschouwers: 17.000 Scheidsrechter: Laurent Duhamel (FRA) |
| 2 september EK 2004 kwalificatie № 670 «onderlinge duels» 20:30 (UTC+2) | Łukasz Garguła 90' |       | 54' Jari Litmanen 76' (pen) Jari Litmanen 85' Mika Väyrynen | Zdzisław Krzyszkowiakstadion, Bydgoszcz Toeschouwers: 17.000 Scheidsrechter: Laurent Duhamel (FRA) |

|                                                                         |                       |       |                |                                                                                      |
| 6 september EK 2004 kwalificatie № 671 «onderlinge duels» 20:00 (UTC+3) | Finland               | 1 – 1 | Portugal       | Olympisch Stadion, Helsinki Toeschouwers: 38.015 Scheidsrechter: Konrad Plautz (AUT) |
| 6 september EK 2004 kwalificatie № 671 «onderlinge duels» 20:00 (UTC+3) | Jonatan Johansson 21' |       | 42' Nuno Gomes | Olympisch Stadion, Helsinki Toeschouwers: 38.015 Scheidsrechter: Konrad Plautz (AUT) |

|                                                                       |         |       |         |                                                                                  |
| 7 oktober EK 2004 kwalificatie № 672 «onderlinge duels» 21:00 (UTC+5) | Armenië | 0 – 0 | Finland | Hrazdan Stadion, Jerevan Toeschouwers: 8.000 Scheidsrechter: Damir Skomina (SLO) |
| 7 oktober EK 2004 kwalificatie № 672 «onderlinge duels» 21:00 (UTC+5) |         |       |         | Hrazdan Stadion, Jerevan Toeschouwers: 8.000 Scheidsrechter: Damir Skomina (SLO) |

|                                                                        |            |                                   |         |                                                                                                |
| 11 oktober EK 2004 kwalificatie № 673 «onderlinge duels» 22:00 (UTC+6) | Kazachstan | 0 – 2                             | Finland | Almatı Ortalıq Stadionı, Almaty Toeschouwers: 17.000 Scheidsrechter: Athanassios Briakos (GRE) |
| 11 oktober EK 2004 kwalificatie № 673 «onderlinge duels» 22:00 (UTC+6) |            | 27' Jari Litmanen 65' Sami Hyypiä |         | Almatı Ortalıq Stadionı, Almaty Toeschouwers: 17.000 Scheidsrechter: Athanassios Briakos (GRE) |

|                                                                         |                  |       |         |                                                                                   |
| 15 november EK 2004 kwalificatie № 674 «onderlinge duels» 19:00 (UTC+2) | Finland          | 1 – 0 | Armenië | Finnair Stadium, Helsinki Toeschouwers: 9.445 Scheidsrechter: Craig Thomson (SCO) |
| 15 november EK 2004 kwalificatie № 674 «onderlinge duels» 19:00 (UTC+2) | Mika Nurmela 10' |       |         | Finnair Stadium, Helsinki Toeschouwers: 9.445 Scheidsrechter: Craig Thomson (SCO) |

### 2007
|                                                   |                     |       |         |                                                                                             |
| 28 maart EK 2004 kwalificatie № 675 20:00 (UTC+5) | Azerbeidzjan        | 1 – 0 | Finland | Tofikh Bakhramov Stadion, Bakoe Toeschouwers: 14.000 Scheidsrechter: Domenico Messina (ITA) |
| 28 maart EK 2004 kwalificatie № 675 20:00 (UTC+5) | Emin Imamaliyev 83' |       |         | Tofikh Bakhramov Stadion, Bakoe Toeschouwers: 14.000 Scheidsrechter: Domenico Messina (ITA) |

|                                                                    |         |                                       |        |                                                                                               |
| 2 juni EK 2004 kwalificatie № 676 «onderlinge duels» 19:15 (UTC+3) | Finland | 0 – 2                                 | Servië | Olympisch Stadion, Helsinki Toeschouwers: 33.615 Scheidsrechter: Manuel Mejuto González (ESP) |
| 2 juni EK 2004 kwalificatie № 676 «onderlinge duels» 19:15 (UTC+3) |         | 3' Boško Janković 86' Milan Jovanović |        | Olympisch Stadion, Helsinki Toeschouwers: 33.615 Scheidsrechter: Manuel Mejuto González (ESP) |

|                                                 |                                            |       |        |                                                                                   |
| 6 juni EK 2004 kwalificatie № 677 20:15 (UTC+3) | Finland                                    | 2 – 0 | België | Olympisch Stadion, Helsinki Toeschouwers: 34.188 Scheidsrechter: Mike Riley (ENG) |
| 6 juni EK 2004 kwalificatie № 677 20:15 (UTC+3) | Jonatan Johansson 26' Roman Jerjomenko 71' |       |        | Olympisch Stadion, Helsinki Toeschouwers: 34.188 Scheidsrechter: Mike Riley (ENG) |

|                                                                         |                                         |       |                   |                                                                                  |
| 22 augustus EK 2004 kwalificatie № 678 «onderlinge duels» 19:00 (UTC+3) | Finland                                 | 2 – 1 | Kazachstan        | Ratina Stadion, Tampere Toeschouwers: 13.000 Scheidsrechter: Viktor Kassai (HUN) |
| 22 augustus EK 2004 kwalificatie № 678 «onderlinge duels» 19:00 (UTC+3) | Aleksej Jerjomenko 13' Teemu Tainio 61' |       | 23' Dmitri Bjakov | Ratina Stadion, Tampere Toeschouwers: 13.000 Scheidsrechter: Viktor Kassai (HUN) |

|                                                                         |        |       |         |                                                                                           |
| 8 september EK 2004 kwalificatie № 679 «onderlinge duels» 20:15 (UTC+2) | Servië | 0 – 0 | Finland | Crvena Zvezda Stadion, Belgrado Toeschouwers: 15.000 Scheidsrechter: Eric Braamhaar (NED) |
| 8 september EK 2004 kwalificatie № 679 «onderlinge duels» 20:15 (UTC+2) |        |       |         | Crvena Zvezda Stadion, Belgrado Toeschouwers: 15.000 Scheidsrechter: Eric Braamhaar (NED) |

|                                                       |         |       |       |                                                                                       |
| 12 september EK 2004 kwalificatie № 680 19:00 (UTC+3) | Finland | 0 – 0 | Polen | Olympisch Stadion, Helsinki Toeschouwers: 36.000 Scheidsrechter: Herbert Fandel (GER) |
| 12 september EK 2004 kwalificatie № 680 19:00 (UTC+3) |         |       |       | Olympisch Stadion, Helsinki Toeschouwers: 36.000 Scheidsrechter: Herbert Fandel (GER) |

|                                                     |        |       |         |                                                                                             |
| 13 oktober EK 2004 kwalificatie № 681 20:45 (UTC+2) | België | 0 – 0 | Finland | Koning Boudewijnstadion, Brussel Toeschouwers: 4.131 Scheidsrechter: Costas Kapitanis (CYP) |
| 13 oktober EK 2004 kwalificatie № 681 20:45 (UTC+2) |        |       |         | Koning Boudewijnstadion, Brussel Toeschouwers: 4.131 Scheidsrechter: Costas Kapitanis (CYP) |

|                                                  |         |       |        |                                                                                     |
| 17 oktober Vriendschappelijk № 682 20:30 (UTC+3) | Finland | 0 – 0 | Spanje | Olympisch Stadion, Helsinki Toeschouwers: 11.600 Scheidsrechter: Stéphane Bré (FRA) |
| 17 oktober Vriendschappelijk № 682 20:30 (UTC+3) |         |       |        | Olympisch Stadion, Helsinki Toeschouwers: 11.600 Scheidsrechter: Stéphane Bré (FRA) |

|                                                      |                                     |       |                      |                                                                                    |
| 17 november EK 2004 kwalificatie № 683 16:00 (UTC+2) | Finland                             | 2 – 1 | Azerbeidzjan         | Olympisch Stadion, Helsinki Toeschouwers: 10.325 Scheidsrechter: Alain Hamer (LUX) |
| 17 november EK 2004 kwalificatie № 683 16:00 (UTC+2) | Mikael Forssell 79' Shefki Kuqi 86' |       | 63' Makhmud Gurbanov | Olympisch Stadion, Helsinki Toeschouwers: 10.325 Scheidsrechter: Alain Hamer (LUX) |

|                                                    |          |       |         |                                                                                  |
| 21 november EK 2004 kwalificatie № 684 19:45 (UTC) | Portugal | 0 – 0 | Finland | Estádio do Dragão, Porto Toeschouwers: 50.000 Scheidsrechter: Ľuboš Micheľ (SVK) |
| 21 november EK 2004 kwalificatie № 684 19:45 (UTC) |          |       |         | Estádio do Dragão, Porto Toeschouwers: 50.000 Scheidsrechter: Ľuboš Micheľ (SVK) |

### 2008
|                                                  |                                               |       |                   |                                                                             |
| 6 februari Vriendschappelijk № 685 21:00 (UTC+2) | Griekenland                                   | 2 – 1 | Finland           | GSP-stadion, Nicosia Toeschouwers: 500 Scheidsrechter: Panicos Kailis (CYP) |
| 6 februari Vriendschappelijk № 685 21:00 (UTC+2) | Angelos Charisteas 67' Kostas Katsouranis 71' |       | 66' Jari Litmanen | GSP-stadion, Nicosia Toeschouwers: 500 Scheidsrechter: Panicos Kailis (CYP) |

|                                                |                                            |       |                          |                                                                                                 |
| 26 maart Vriendschappelijk № 686 18:00 (UTC+2) | Bulgarije                                  | 2 – 1 | Finland                  | Vasil Levski Nationaal Stadion, Sofia Toeschouwers: 2.500 Scheidsrechter: Alexandru Tudor (ROM) |
| 26 maart Vriendschappelijk № 686 18:00 (UTC+2) | Zdravko Lazarov 49' Stanislav Guenchev 90' |       | 22' (pen.) Jari Litmanen | Vasil Levski Nationaal Stadion, Sofia Toeschouwers: 2.500 Scheidsrechter: Alexandru Tudor (ROM) |

|                                              |                                    |       |         |                                                                                  |
| 29 mei Vriendschappelijk № 687 20:30 (UTC+2) | Turkije                            | 2 – 0 | Finland | MSV-Arena, Duisburg Toeschouwers: 15.036 Scheidsrechter: Thorsten Kinhöfer (GER) |
| 29 mei Vriendschappelijk № 687 20:30 (UTC+2) | Tuncay Şanlı 15' Semih Şentürk 88' |       |         | MSV-Arena, Duisburg Toeschouwers: 15.036 Scheidsrechter: Thorsten Kinhöfer (GER) |

|                                              |                   |       |                   |                                                                               |
| 2 juni Vriendschappelijk № 688 19:00 (UTC+3) | Finland           | 1 – 1 | Wit-Rusland       | Veritasstadion, Turku Toeschouwers: 6.474 Scheidsrechter: Damir Skomina (SLO) |
| 2 juni Vriendschappelijk № 688 19:00 (UTC+3) | Toni Kallio 90+4' |       | 90+2' Igor Shitov | Veritasstadion, Turku Toeschouwers: 6.474 Scheidsrechter: Damir Skomina (SLO) |

|                                                   |                                             |       |        |                                                                                        |
| 20 augustus Vriendschappelijk № 689 19:00 (UTC+3) | Finland                                     | 2 – 0 | Israël | Ratina Stadion, Tampere Toeschouwers: 4.929 Scheidsrechter: Jóhannes Valgeirsson (ISL) |
| 20 augustus Vriendschappelijk № 689 19:00 (UTC+3) | Jonatan Johansson 43' Jonatan Johansson 88' |       |        | Ratina Stadion, Tampere Toeschouwers: 4.929 Scheidsrechter: Jóhannes Valgeirsson (ISL) |

|                                                                          |                                                            |       |                                                          |                                                                                      |
| 10 september WK 2010 kwalificatie № 690 «onderlinge duels» 20:30 (UTC+3) | Finland                                                    | 3 – 3 | Duitsland                                                | Olympisch Stadion, Helsinki Toeschouwers: 37.150 Scheidsrechter: Viktor Kassai (HUN) |
| 10 september WK 2010 kwalificatie № 690 «onderlinge duels» 20:30 (UTC+3) | Jonatan Johansson 33' Mika Väyrynen 43' Daniel Sjölund 53' |       | 38' Miroslav Klose 45' Miroslav Klose 82' Miroslav Klose | Olympisch Stadion, Helsinki Toeschouwers: 37.150 Scheidsrechter: Viktor Kassai (HUN) |

|                                                     |                            |       |              |                                                                                       |
| 11 oktober WK 2010 kwalificatie № 691 17:00 (UTC+3) | Finland                    | 1 – 0 | Azerbeidzjan | Olympisch Stadion, Helsinki Toeschouwers: 22.124 Scheidsrechter: William Collum (SCO) |
| 11 oktober WK 2010 kwalificatie № 691 17:00 (UTC+3) | Mikael Forssell 61' (pen.) |       |              | Olympisch Stadion, Helsinki Toeschouwers: 22.124 Scheidsrechter: William Collum (SCO) |

|                                                     |                                                                    |       |         |                                                                                     |
| 15 oktober WK 2010 kwalificatie № 692 19:00 (UTC+4) | Rusland                                                            | 3 – 0 | Finland | Lokomotiv Stadion, Moskou Toeschouwers: 28.000 Scheidsrechter: Kyros Vassaras (GRE) |
| 15 oktober WK 2010 kwalificatie № 692 19:00 (UTC+4) | Petri Pasanen 23' (e.d.) Veli Lampi 65' (e.d.) Andrej Arsjavin 88' |       |         | Lokomotiv Stadion, Moskou Toeschouwers: 28.000 Scheidsrechter: Kyros Vassaras (GRE) |

|                                                                      |                  |       |         |                                                                                      |
| 19 november Vriendschappelijk № 693 «onderlinge duels» 20:30 (UTC+1) | Zwitserland      | 1 – 0 | Finland | AFG Arena, Sankt Gallen Toeschouwers: 11.500 Scheidsrechter: Aleksej Koelbakov (BLR) |
| 19 november Vriendschappelijk № 693 «onderlinge duels» 20:30 (UTC+1) | Reto Ziegler 85' |       |         | AFG Arena, Sankt Gallen Toeschouwers: 11.500 Scheidsrechter: Aleksej Koelbakov (BLR) |

### 2009
|                                                                     |                                                                                                |       |                   |                                                                                  |
| 4 februari Vriendschappelijk № 694 «onderlinge duels» 19:20 (UTC+9) | Japan                                                                                          | 5 – 1 | Finland           | Olympisch Stadion, Tokio Toeschouwers: 34.532 Scheidsrechter: Huang Junjie (CHN) |
| 4 februari Vriendschappelijk № 694 «onderlinge duels» 19:20 (UTC+9) | Shinji Okazaki 15' Shinji Okazaki 32' Shinji Kagawa 44' Yuji Nakazawa 57' Michihiro Yasuda 86' |       | 50' Roni Porokara | Olympisch Stadion, Tokio Toeschouwers: 34.532 Scheidsrechter: Huang Junjie (CHN) |

|                                                                    |                              |       |         |                                                                                  |
| 11 februari Vriendschappelijk № 695 «onderlinge duels» 20:45 (UTC) | Portugal                     | 1 – 0 | Finland | Estádio Algarve, Faro Toeschouwers: 19.834 Scheidsrechter: Carlo Bertolini (SUI) |
| 11 februari Vriendschappelijk № 695 «onderlinge duels» 20:45 (UTC) | Cristiano Ronaldo 77' (pen.) |       |         | Estádio Algarve, Faro Toeschouwers: 19.834 Scheidsrechter: Carlo Bertolini (SUI) |

|                                                                    |       |                                         |         |                                                                                          |
| 28 maart WK 2010 kwalificatie № 696 «onderlinge duels» 15:00 (UTC) | Wales | 0 – 2                                   | Finland | Millennium Stadium, Cardiff Toeschouwers: 22.604 Scheidsrechter: Eduardo Iturralde (ESP) |
| 28 maart WK 2010 kwalificatie № 696 «onderlinge duels» 15:00 (UTC) |       | 42' Jonatan Johansson 90+1' Shefki Kuqi |         | Millennium Stadium, Cardiff Toeschouwers: 22.604 Scheidsrechter: Eduardo Iturralde (ESP) |

|                                                                  |                                                                      |       |                                                |                                                                             |
| 1 april Vriendschappelijk № 697 «onderlinge duels» 19:00 (UTC+2) | Noorwegen                                                            | 3 – 2 | Finland                                        | Ullevaalstadion, Oslo Toeschouwers: 15.212 Scheidsrechter: Rob Styles (ENG) |
| 1 april Vriendschappelijk № 697 «onderlinge duels» 19:00 (UTC+2) | John Arne Riise 56' Jon Inge Høiland 90' Morten Gamst Pedersen 90+2' |       | 39' Jonatan Johansson 90+1' Aleksej Jerjomenko | Ullevaalstadion, Oslo Toeschouwers: 15.212 Scheidsrechter: Rob Styles (ENG) |

|                                                                    |                                           |       |                 |                                                                                      |
| 6 juni WK 2010 kwalificatie № 698 «onderlinge duels» 19:00 (UTC+3) | Finland                                   | 2 – 1 | Liechtenstein   | Olympisch Stadion, Helsinki Toeschouwers: 20.319 Scheidsrechter: Libor Kovařík (CZE) |
| 6 juni WK 2010 kwalificatie № 698 «onderlinge duels» 19:00 (UTC+3) | Mikael Forssell 33' Jonatan Johansson 71' |       | 14' Mario Frick | Olympisch Stadion, Helsinki Toeschouwers: 20.319 Scheidsrechter: Libor Kovařík (CZE) |

|                                                                     |         |                                                                         |         |                                                                                      |
| 10 juni WK 2010 kwalificatie № 699 «onderlinge duels» 20:30 (UTC+3) | Finland | 0 – 3                                                                   | Rusland | Olympisch Stadion, Helsinki Toeschouwers: 37.028 Scheidsrechter: Konrad Plautz (AUT) |
| 10 juni WK 2010 kwalificatie № 699 «onderlinge duels» 20:30 (UTC+3) |         | 26' Aleksandr Kerzjakov 53' Aleksandr Kerzjakov 71' Konstantin Zyrjanov |         | Olympisch Stadion, Helsinki Toeschouwers: 37.028 Scheidsrechter: Konrad Plautz (AUT) |

|                                                                      |                    |       |         |                                                                                     |
| 12 augustus Vriendschappelijk № 700 «onderlinge duels» 20:00 (UTC+2) | Zweden             | 1 – 0 | Finland | Råsunda Stadion, Stockholm Toeschouwers: 15.212 Scheidsrechter: Fredy Fautrel (FRA) |
| 12 augustus Vriendschappelijk № 700 «onderlinge duels» 20:00 (UTC+2) | Johan Elmander 42' |       |         | Råsunda Stadion, Stockholm Toeschouwers: 15.212 Scheidsrechter: Fredy Fautrel (FRA) |

|                                                                         |                    |       |                                         |                                                                                        |
| 5 september WK 2010 kwalificatie № 701 «onderlinge duels» 20:00 (UTC+5) | Azerbeidzjan       | 1 – 2 | Finland                                 | Lənkəran Stadion, Lənkəran Toeschouwers: 12.000 Scheidsrechter: Stelios Trifonos (CYP) |
| 5 september WK 2010 kwalificatie № 701 «onderlinge duels» 20:00 (UTC+5) | Elvin Mammadov 49' |       | 74' Hannu Tihinen 85' Jonatan Johansson | Lənkəran Stadion, Lənkəran Toeschouwers: 12.000 Scheidsrechter: Stelios Trifonos (CYP) |

|                                                                         |                       |       |                          |                                                                       |
| 9 september WK 2010 kwalificatie № 702 «onderlinge duels» 19:30 (UTC+2) | Liechtenstein         | 1 – 1 | Finland                  | Rheinpark, Vaduz Toeschouwers: 3.132 Scheidsrechter: Novo Panic (BIH) |
| 9 september WK 2010 kwalificatie № 702 «onderlinge duels» 19:30 (UTC+2) | Michele Polverino 75' |       | 73' (pen.) Jari Litmanen | Rheinpark, Vaduz Toeschouwers: 3.132 Scheidsrechter: Novo Panic (BIH) |

|                                                                        |                                       |       |                   |                                                                                      |
| 10 oktober WK 2010 kwalificatie № 703 «onderlinge duels» 17:00 (UTC+3) | Finland                               | 2 – 1 | Wales             | Olympisch Stadion, Helsinki Toeschouwers: 14.000 Scheidsrechter: Milorad Mažić (SRB) |
| 10 oktober WK 2010 kwalificatie № 703 «onderlinge duels» 17:00 (UTC+3) | Roni Porokara 5' Niklas Moisander 77' |       | 17' Craig Bellamy | Olympisch Stadion, Helsinki Toeschouwers: 14.000 Scheidsrechter: Milorad Mažić (SRB) |

|                                                                        |                      |       |                       |                                                                                        |
| 14 oktober WK 2010 kwalificatie № 704 «onderlinge duels» 18:00 (UTC+2) | Duitsland            | 1 – 1 | Finland               | HSH Nordbank Arena, Hamburg Toeschouwers: 51.500 Scheidsrechter: Martin Atkinson (ENG) |
| 14 oktober WK 2010 kwalificatie № 704 «onderlinge duels» 18:00 (UTC+2) | Lukas Podolski 90+1' |       | 11' Jonatan Johansson | HSH Nordbank Arena, Hamburg Toeschouwers: 51.500 Scheidsrechter: Martin Atkinson (ENG) |

Finse voetbalbond · A-internationals · Bondscoaches · Statistieken · Fins vrouwenelftal · Olympisch elftal · Finland U21 · Finland U20 · Finland U19 · Finland U18 · Finland U17 · Finland U16
1911 – 1919 ·
1920 – 1929 ·
1930 – 1939 ·
1940 – 1949 ·
1950 – 1959 ·
1960 – 1969 ·
1970 – 1979 ·
1980 – 1989 ·
1990 – 1999 ·
2000 – 2009 ·
2010 – 2019 ·
2020 − 2029
EK 2020
OS 1912 ·
OS 1936 ·
OS 1952 ·
OS 1980
1911 · 
1912 · 
1913 · 
1914 · 
1915 · 1916 · 1917 · 1918 · 
1919 · 
1920 · 
1921 · 
1922 · 
1923 · 
1924 · 
1925 · 
1926 · 
1927 · 
1928 · 
1929 · 
1930 · 
1931 · 
1932 · 
1933 · 
1934 · 
1935 · 
1936 · 
1937 · 
1938 · 
1939 · 
1940 · 
1941 · 
1942 · 
1943 · 
1944 · 
1945 · 
1946 · 
1947 · 
1948 · 
1949 · 
1950 · 
1952 · 
1952 · 
1953 · 
1954 · 
1955 · 
1956 · 
1957 · 
1958 · 
1959 · 
1960 · 
1961 · 
1962 · 
1963 · 
1964 · 
1965 · 
1966 · 
1967 · 
1968 · 
1969 · 
1970 · 
1971 · 
1972 · 
1973 · 
1974 · 
1975 · 
1976 · 
1977 · 
1978 · 
1979 · 
1980 · 
1981 · 
1982 · 
1983 · 
1984 · 
1985 · 
1986 · 
1987 · 
1988 · 
1989 · 
1990 · 
1991 · 
1992 · 
1993 · 
1994 · 
1995 · 
1996 · 
1997 · 
1998 · 
1999 · 
2000 · 
2001 · 
2002 · 
2003 · 
2004 · 
2005 · 
2006 · 
2007 · 
2008 · 
2009 · 
2010 · 
2011 · 
2012 · 
2013 · 
2014 · 
2015 · 
2016 · 
2017 · 
2018 ·
2019 ·
2020
Albanië ·
Algerije ·
Andorra ·
Armenië ·
Azerbeidzjan ·
Bahrein ·
Barbados ·
België ·
Bermuda ·
Bolivia ·
Bosnië en Herzegovina ·
Brazilië ·
Bulgarije ·
Canada ·
Chili ·
China ·
Colombia ·
Costa Rica ·
Cyprus ·
Denemarken ·
DDR ·
(West-)Duitsland ·
Ecuador ·
Egypte ·
Engeland ·
Estland ·
Faeröer ·
Frankrijk ·
Georgië ·
Griekenland ·
Honduras ·
Hongarije ·
Ierland ·
IJsland ·
India ·
Irak ·
Israël ·
Italië ·
Japan ·
Jemen ·
Joegoslavië ·
Jordanië ·
Kameroen ·
Kazachstan ·
Koeweit ·
Kosovo ·
Kroatië ·
Letland ·
Liechtenstein ·
Litouwen ·
Luxemburg ·
Maleisië ·
Malta ·
Marokko ·
Mexico ·
Moldavië ·
Montenegro ·
Nederland ·
Noord-Ierland ·
Noord-Korea ·
Noord-Macedonië ·
Noorwegen ·
Oekraïne · 
Oman ·
Oostenrijk ·
Peru ·
Polen ·
Portugal ·
Qatar ·
Roemenië ·
Rusland ·
San Marino ·
Saoedi-Arabië ·
Schotland ·
Servië ·
Servië en Montenegro ·
Singapore ·
Slovenië ·
Slowakije ·
Sovjet-Unie ·
Spanje ·
Thailand ·
Trinidad en Tobago ·
Tsjechië ·
Tsjecho-Slowakije ·
Tunesië ·
Turkije ·
Uruguay ·
Verenigde Arabische Emiraten ·
Verenigde Staten ·
Wales ·
Wit-Rusland ·
Zuid-Korea ·
Zweden ·
Zwitserland
België (2021) · 
Denemarken (2021) · 
Rusland (2021)
AFC-zone: Afghanistan · Australië · Bahrein · Bangladesh · Bhutan · Brunei · Cambodja · China · Filipijnen · Guam · Hongkong · India · Indonesië · Iran · Irak · Japan · Jemen · Jordanië · Koeweit · Kirgizië · Laos · Libanon · Macau · Maleisië · Maldiven · Mongolië · Myanmar · Nepal · Noord-Korea · Oezbekistan · Oman · Oost-Timor · Pakistan · Palestina · Qatar · Saoedi-Arabië · Singapore · Sri Lanka · Syrië · Tadzjikistan · Taiwan · Thailand · Turkmenistan · Verenigde Arabische Emiraten · Vietnam · Zuid-Korea

CAF-zone: Algerije · Angola · Benin · Botswana · Burkina Faso · Burundi · Centraal-Afrikaanse Republiek · Comoren · Congo-Brazzaville · Congo-Kinshasa · Djibouti · Egypte · Equatoriaal-Guinea · Eritrea · Ethiopië · Gabon · Gambia · Ghana · Guinee · Guinee-Bissau · Ivoorkust · Kaapverdië · Kameroen · Kenia · Lesotho · Liberia · Libië · Madagaskar · Malawi · Mali  ·Mauritanië · Mauritius · Marokko · Mozambique · Namibië · Niger · Nigeria · Oeganda · Rwanda · Sao Tomé en Principe · Senegal · Seychellen · Sierra Leone · Soedan · Somalië · Swaziland · Tanzania · Togo · Tsjaad · Tunesië · Zambia · Zimbabwe · Zuid-Afrika

CONCACAF-zone: Amerikaanse Maagdeneilanden · Anguilla · Antigua en Barbuda · Aruba · Bahama's · Barbados · Belize · Bermuda · Britse Maagdeneilanden · Canada · Kaaimaneilanden · Costa Rica · Cuba · Dominica · Dominicaanse Republiek · El Salvador · Frans Guyana · Grenada · Guadeloupe · Guatemala · Guyana · Haïti · Honduras · Jamaica · Martinique · Mexico · Montserrat · 
Nicaragua · Panama · Puerto Rico · Saint Kitts en Nevis · Saint Lucia · Saint Vincent en de Grenadines · Sint Maarten · Suriname · Trinidad en Tobago · Turks- en Caicoseilanden · Verenigde Staten

CONMEBOL-zone: Argentinië · Bolivia · Brazilië · Chili · Colombia · Ecuador · Paraguay · Peru · Uruguay · Venezuela

OFC-zone: Amerikaans-Samoa · Cookeilanden · Fiji · Nieuw-Caledonië · Nieuw-Zeeland · Papoea-Nieuw-Guinea · Samoa · Salomoneilanden · Tahiti · Tonga · Vanuatu

UEFA-zone: Albanië · Andorra · Armenië · Azerbeidzjan · België · Bosnië en Herzegovina · Bulgarije · Cyprus · Denemarken · Duitsland · Engeland · Estland · Faeröer · Finland · Frankrijk · Georgië · Griekenland · Hongarije · IJsland · Ierland · Israël · Italië · Kazachstan · Kroatië · Letland · Liechtenstein · Litouwen · Luxemburg · Macedonië · Malta · Moldavië · Montenegro · Nederland · Noord-Ierland · Noorwegen · Oekraïne · Oostenrijk · Polen · Portugal · Roemenië · Rusland · San Marino · Schotland · Servië · Servië en Montenegro · Slovenië · Slowakije · Spanje · Tsjechië · Turkije · Wales · Wit-Rusland · Zweden · Zwitserland